# قناة الشارقة الرياضية
قناة الشارقة الرياضية هي القناة الرياضية التي تتبع شركة الشارقة للاعلام.

## الحقوق

### كرة القدم
- دوري الخليج العربي
- كأس رئيس دولة الإمارات
- كأس الخليج العربي الإماراتي
- دوري الدرجة الأولى الإماراتي
- دوري الرديف الإماراتي

- مباريات ودية أوروبية
- دوري كرة الصالات الإماراتي
- كأس العرب تحت 20 ستة

### كرة السلة
- الدوري الإسباني لكرة السلة
- بطولة الأندية الخليجية لكرة السلة
- دوري السلة الإماراتي

## أبرز المعلقيين
- راشد عبد الرحمن
- أحمد المزروعي
- عادل اليتيم
- أشرف سمارة (معلق كرة سلة)

## البرامج
- الصحافة اليوم
- 120 ثانية
- الخط الرياضي
- ملاعبنا
- ملاعب الناشئة
- انستا سبورت
- رياضة المراة
- تايم اوت[1]